# Marie-Louise Mumbu
Marie-Louise  Mumbu, dite Bibish, née le 15 septembre 1975 à Bukavu, est une journaliste et une femme de lettres congolaise.

## Biographie
Marie-Louise  Mumbu est née en 1975 à Bukavu, une ville importante sur la rive du Lac Kivu, faisant frontière avec le Rwanda à l’est de la République démocratique du Congo. Sa famille, originaire de la province du Kasaï, au centre du pays, réside à Kinshasa. Son père, homme politique, meurt alors qu'elle a 18 ans. Elle fait des études de journalisme à l'Institut technique des sciences de l'information  à Kinshasa, et obtient son diplôme en 2002,.
Elle travaille ensuite comme journaliste pour Africultures dans le domaine culturel et publie en parallèle ses premiers ouvrages. Elle participe à l'effervescence du milieu culturel de « Kin » (Kinshasa) dans les années 2000. Elle accompagne différents artistes dans leurs projets culturels, notamment Faustin Linyekula pour  mettre en place les Studios Kabako, une structure congolaise de danse contemporaine jusqu’à l’été 2003, le chorégraphe français Thomas Duchâtelet  durant été 2003, puis Astrid Mamina, metteuse en scène, ou le projet Cauri en automne 2004, organisé par l’association marseillaise Aide aux Musiques Innovatrices (AMI),. Elle se consacre ensuite à l'écriture. Plusieurs de ses œuvres font l'objet d'une adaptation théâtrale. En 2009, elle est artiste en résidence à la Maison des Auteurs à Limoges. En 2010, elle s'installe à Montréal au Québec.

## Principales publications
- Logiques Urbaines à Kinshasa, 2002, L'Harmattan.
- Les Carnets de la Création : Francis Mampuya, peintre, 2003, 24 p., Éditions de l’œil.
- Mes obsessions, j'y pense et puis je crie, 2004, Kinshasa, Éditions de la Halle de la Gombe, 2004.
- La Fratrie errante, 2004, mis en scène par Faustin Linyekula en 2007
- Le Festival des mensonges : mis en scène en 2007 par Faustin Linyekula, sur la base de Mes obsessions, j'y pense et puis je crie[5].
- Bibish Mumbu, 24 p., Éditions de l’œil , 2007, mise en scène par Philippe Ducros[6]
- Bibish à Kinshasa ou La vie quotidienne de Samantha, 192 p., Le Cri, 2008, adapté par Catherine Boskowitz[7]
- Moi et mon cheveu, cabaret capillaire, 2009, mis en scène en 2010 par Eva Doumbia[8]

## Filmographie
- Kinshasa mboka té (Kinshasa, sacré pays), moyen métrage de Douglas Ntimasiemi, 2013.

### Webographie
- Notices d'autorité :   - VIAF
  - ISNI
  - BnF (données)
  - IdRef
  - LCCN
  - GND
  - Belgique
  - Pays-Bas
  - NUKAT
  - WorldCat
- « Marie-Louise Bibish Mumbu », sur le site du Centre des auteurs dramatiques du Québec (CEAD).
- « Bibish Mumbu Marie-Louise », sur lesfrancophonies.fr.